# Schismatoglottis mindanaoana
Schismatoglottis mindanaoana är en kallaväxtart som beskrevs av Adolf Engler. Schismatoglottis mindanaoana ingår i släktet Schismatoglottis och familjen kallaväxter. Inga underarter finns listade.